# Ревайр (компания)
Rewire — международная финтех-компания, предоставляющая финансовые услуги онлайн с учетом уникальных потребностей миллионов иностранных рабочих-мигрантов по всему миру. Компания Rewire была основана генеральным директором Гаем Каштаном, техническим директором Сааром Яхаломом, вице-президентом по исследованиям и разработкам Ади Бен Даяном и Ор Бенозом.
В июне 2020 года компания Rewire победила в категории FinTech в конкурсе Extreme Tech Challenge (XTC), крупнейшем в мире конкурсе стартапов для ориентированных на достижение цели компаний.

## История
Компания Rewire была основана в Израиле в 2015 году Гаем Каштаном, Сааром Яхаломом, Ади Бен Даяном и Ор Бенозом в ответ на растущий спрос на недорогие и доступные финансовые услуги среди местных иностранных рабочих. Первоначально компания обслуживала тысячи филиппинцев, работающих в Израиле в качестве домашней прислуги для пожилых людей, а затем расширила свои услуги для других групп мигрантов, таких как индийцы, тайцы и китайцы. Среди первоначальных инвесторов были израильские группы, такие как OurCrowd, Viola Fintech и Moneta VC. Среди дополнительных первоначальных инвесторов были BNP Paribas (Opera Tech) и Standard Bank of South Africa.
В 2019 году Rewire вышла на рынки Европы и Великобритании, представив новые местные платежные счета (IBAN), дебетовые карты, местные денежные переводы и международные платежи по счетам. В 2020 году, во время самоизоляции Covid-19, Rewire удалось утроить свою клиентскую базу, при этом 40% было отнесено к органическому росту. Для достижения своих целей компания установила прочные партнерские отношения с известными финансовыми учреждениями в разных странах, такими как УкрСиббанк в Украине и поставщиками электронных кошельков на Филиппинах и в Нигерии, а также с китайским платежным процессором Alipay, чтобы позволить своим китайским клиентам легко переводить деньги.
В 2021 году компания объявила о завершении раунда финансирования серии B в размере 20 миллионов долларов, а также о сотрудничестве с израильским банком Апоалим. К этому раунду финансирования присоединились новые инвесторы, такие как Renegade Partners, Glilot Capital Partners и Джерри Янг, бывший генеральный директор Yahoo! и директор Alibaba, через AME Cloud Ventures. В то же время компания объявила о получении лицензии ЕС на учреждение электронных денег (EMI), выданной Центральным банком Нидерландов, которая позволяет финтех-стартапу (I) выпускать электронные деньги, (II) предоставлять платежные услуги и (III) заниматься денежными переводами. Rewire также получила расширенную израильскую лицензию поставщика услуг финансовых активов.
В феврале 2022 года Rewire объявила о партнерстве со страховым гигантом AIG и компанией Qover. Позже в том же месяце Rewire объявила о стратегическом раунде инвестиций в размере 25 млн долларов, в котором приняла участие страховая компания Migdal. Этот шаг был предпринят для того, чтобы сделать страхование доступным для мигрантов.
В июне 2022 года Rewire объявила о приобретении израильской компании по обслуживанию предоплаченных карт Imagen.

## Платформа Rewire
Платформа Rewire предлагается на восьми языках и имеет локализованное приложение. Предоставляя мигрантам индивидуальные финансовые решения и позволяя им отправлять платежи обратно в страну происхождения. Возможности платформы включают в себя платежный счет (IBAN) и платежное решение для дебетовых карт, а также местные денежные переводы, оплату счетов в стране происхождения мигранта, страховки и многое другое.

## Социальная ответственность
В 2020 году компания Rewire победила в категории FinTech в конкурсе Extreme Tech Challenge (XTC), который черпает вдохновение в Целях устойчивого развития ООН (ЦУР), поскольку она участвовала в конкурсе в рамках цели "Сокращение неравенства". Rewire следует идее "двойного дна", когда ценность компании измеряется двумя нижними границами: обычными финансовыми показателями и положительным социальным воздействием.